# Nupserha deusta
Nupserha deusta är en skalbaggsart som först beskrevs av Johan Wilhelm Dalman 1817.  Nupserha deusta ingår i släktet Nupserha och familjen långhorningar.
Artens utbredningsområde är:
- Benin.
- Burundi.
- Gabon.
- Ghana.
- Liberia.
- Nigeria.
- Rwanda.
- Sierra Leone.
- Togo.

Inga underarter finns listade i Catalogue of Life.